# سكة حديد قم الحضرية
مترو قم هو نظام مترو يخدم مدينة قم، في إيران، وهو قيد الإنشاء حاليًا. خط المترو بطول 14 كيلومتر (8.7 ميل)، ومن المقرر أن يكتمل المشروع الأولي الذي يضم 14 محطة بحلول عام 2025 م. إن الخط أحادي السكة بطول 7 كيلومتر (4.3 ميل) الذي يحتوي على 8 محطات بُني جزئيًا ولكن توقّف بناؤه، حيث يتم النظر في توسيع الخط الأحادي، بالإضافة إلى خطين جديدين آخرين للمترو، كجزء من الخطط المستقبلية.

## الخطوط

### الخط أ
الخط أ هو خط مترو أنفاق قيد الإنشاء حاليًا، وقد اُفتتح بحلول نهاية عام 2021 م. يبلغ طول الخط 14 كيلومتر (8.7 ميل) مع 14 محطة، يمتد من الحافة الشمالية للمدينة، ويمر بالقرب من محطة قطار قم [الإنجليزية]
 ومرقد فاطمة المعصومة، وينتهي في مسجد جمكران.

### الخط م
الخط م هو خط أحادي السكة بُني جزئيًا حاليًا. ومن المقرر أن يربط الخط مرقد فاطمة المعصومة عليها السلام بالمواقع الواقعة أعلى وأسفل نهر قم. بدأ البناء في عام 2009 م وتم الانتهاء من أقسام كبيرة بما في ذلك بعض المحطات. وتم تسليم قطار مكون من سيارتين في عام 2015 وأُجريَت عليه اختبارات تشغيل وسلامة. ومع ذلك، في عام 2016، أثيرت شكوك حول إمكانية فتح النظام بحلول العام التالي، حيث بدا أن هناك مزيدًا من الأعمال التي يجب أن تنتهي أولًا. تم تعليق المزيد من أعمال البناء بعد فترة وجيزة. اعتبارًا من 2021 م لم تتوفر أي معلومات حول استئناف العمل، وقد يكون ذلك مرتبطًا بزيادة العقوبات الاقتصادية على إيران إثر إيقاف إسرائيل شحنات أسلحة إيرانية مُتجهة لحركات المقاومة في غزة والضفة، على غرار عملية فيكتوريا.
كان من المقرر في الأصل أن يمتد الخط عبر المدينة بأكملها من الشرق إلى الغرب، ولكن قُلص إلى طوله الحالي. من الممكن أن يُمدد الخط في المستقبل في حال تحسّن الاقتصاد الإيراني.

## خطوط أخرى
ويجري النظر في إنشاء خطين آخرين للمترو.

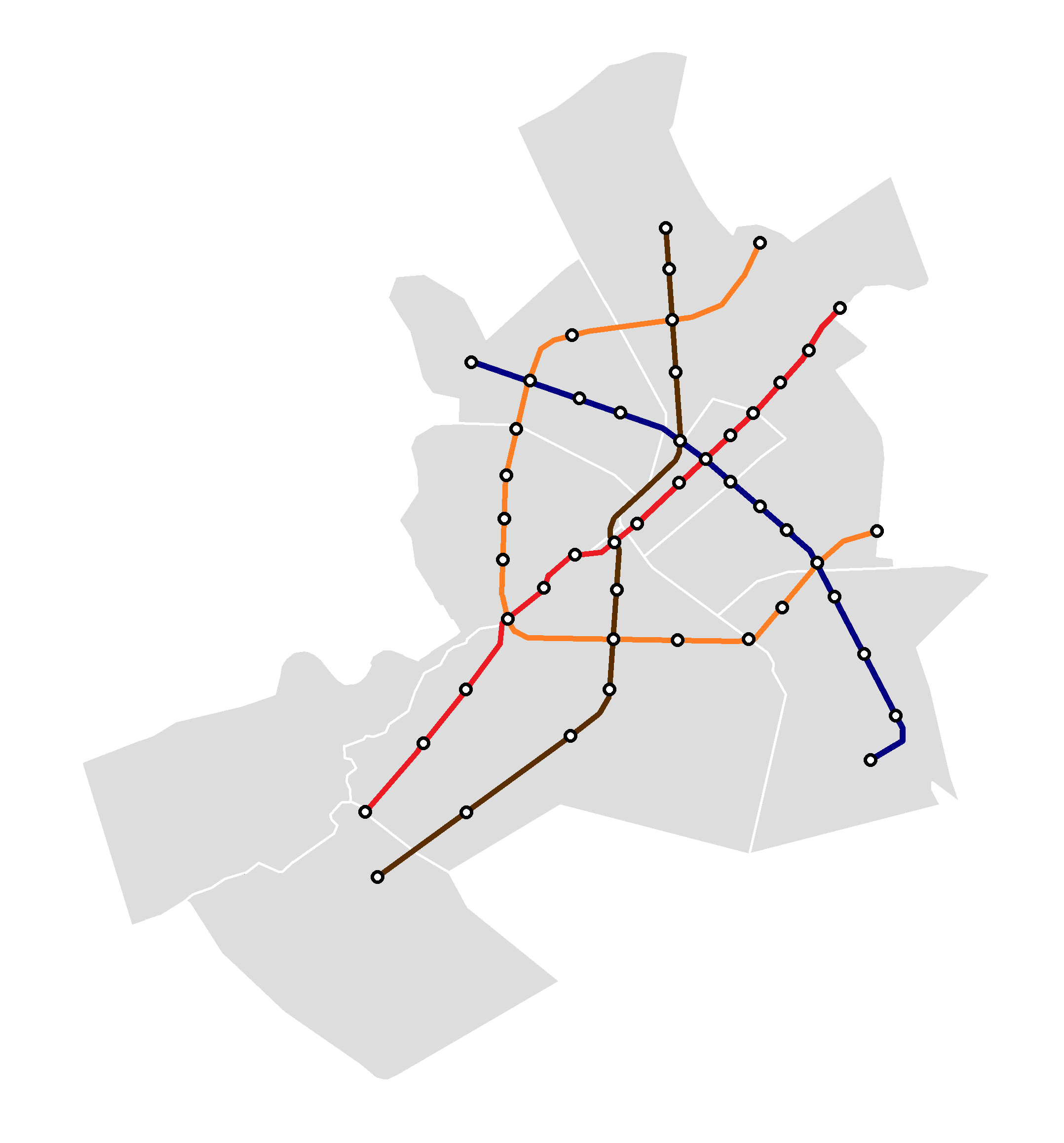
خطط توسعة مترو قم

## طالع أيضًا
- النقل السريع في إيران

## روابط خارجية
- مترو قم

قالب:Rapid transit in Asia